# Bojan Dubajić
Bojan Dubajić (serbisch-kyrillisch Бојан Дубајић, * 1. September 1990 in Novi Sad) ist ein ehemaliger serbischer Fußballspieler.

## Karriere
Bojan Dubajić erlernte das Fußballspielen in der Jugendmannschaft von FK Inđija. Bei dem Verein aus Inđija stand er von 2007 bis 2013 unter Vertrag. 2010 wurde er an den FK Radnički Sombor ausgeliehen. Im Juli 2013 wechselte er in die Schweiz. Hier nahm ihn der FC Lugano unter Vertrag. Mit dem Verein aus Lugano spielte er in der zweiten Liga, der Challenge League. Die Saison 2013/14 schloss man als Vizemeister ab. Von Februar 2015 bis Juni 2015 wurde er nach Le Mont-sur-Lausanne an den Ligakonkurrenten FC Le Mont-sur-Lausanne ausgeliehen. Nach der Ausleihe wurde er von Le Mont fest verpflichtet. Mitte 2016 zog es ihn nach Asien. Hier nahm ihn der thailändische Verein Sisaket FC unter Vertrag. Der Verein aus Sisaket spielte in der ersten Liga des Landes, der Thai Premier League. Für Sisaket stand er in der Rückrunde neunmal auf dem Spielfeld. Nach Vertragsende in Sisaket ging er nach Belarus, wo er einen Vertrag beim FK Haradseja unterschrieb. Der Verein spielte in der höchsten Liga, der Wyschejschaja Liha. 2019 verpflichtete ihn Ligakonkurrent BATE Baryssau aus Baryssau. 2020 gewann er mit BATE den belarussischen Fußballpokal. Das Spiel gegen FK Dinamo Brest gewann man mit 1:0. Der FK Aqtöbe, ein Erstligist aus Kasachstan verpflichtete ihn im Februar 2021. Für den Klub aus Aqtöbe stand er 15-mal in der ersten Liga auf dem Spielfeld. Ende Juli 2021 zog er weiter nach Zypern und schloss sich dort dem Zweitligisten Enosis Neon Paralimni an. Hier beendete der Mittelstürmer nach drei weiteren Pflichtspieleinsätzen im Sommer 2022 seine aktive Karriere.

## Nationalmannschaft
Am 31. März 2009 bestritt Dubajić ein Testspiel für die serbische U-19-Nationalmannschaft gegen Deutschland. Bei der 0:1-Niederlage im heimischen Indjija wurde der Stürmer in der 65. Minute für Petar Škuletić ausgewechselt.

## Erfolge
- Belarussischer Pokalsieger: 2020